# Athos (mytologie)

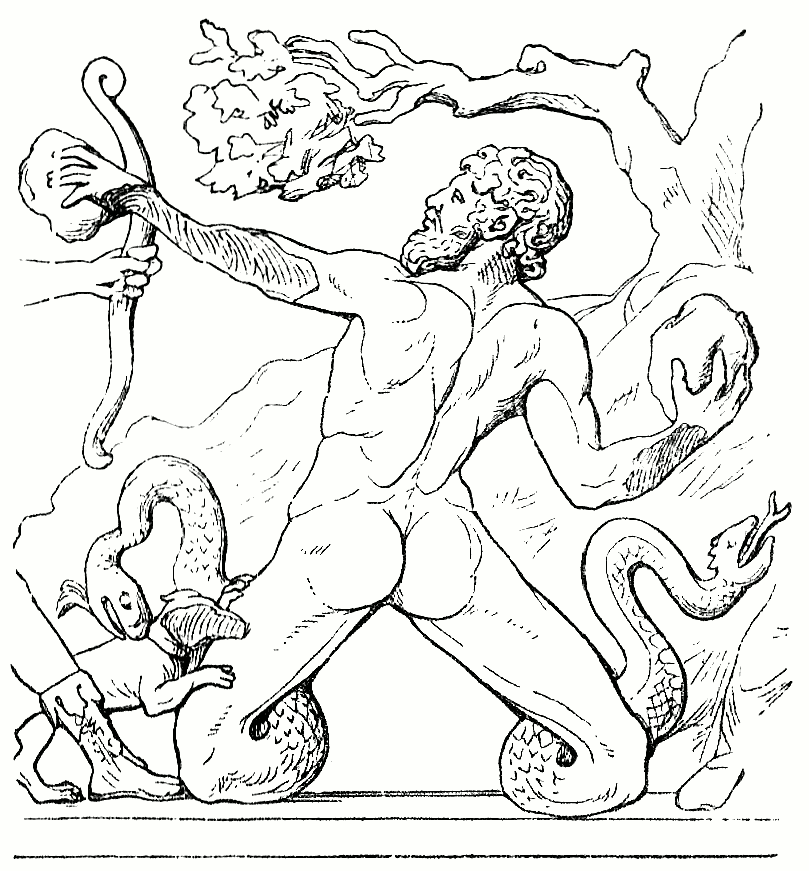
Gigant v řecké mytologii

Athos pochází z řecké mytologie a je jedním z Gigantů. Hodil horu na Poseidóna, který ji kopl dolů na zem poblíž Makedonie. Hora se stala posvátným vrcholem Athos.